# 요시프 피바리치
요시프 피바리치(크로아티아어: Josip Pivarić, 1989년 1월 30일 ~ )는 크로아티아의 은퇴한 축구 선수이다. 현역 시절 포지션은 레프트백이었다. 크로아티아 축구 국가대표팀 일원으로 2018년 FIFA 월드컵에 참가하였다.